# Fragmento de Finnsburg
El fragmento de Finnsburg es un manuscrito fragmentario de un poema anglo-sajón escrito en inglés antiguo que cita un momento de la batalla de Finnsburg, un acontecimiento bélico que también aparece en otro poema épico, Beowulf. Fue descubierto en 1705 por George Hickes (1643-1715) en el Palacio de Lambeth de Londres. Debido al estado de conservación del fragmento, la descripción de los acontecimientos se inicia en «in medias res», en lo que se interpreta como un conflicto armado entre daneses y frisones, con un joven príncipe, Hnæf, encabezando la resistencia de sesenta hombres cercados en Finnsburg durante cinco días y sin bajas. El fragmento es muy corto, escasamente unas cincuenta líneas y aparentemente carente de contexto. Durante la transcripción del fragmento, el original se perdió o fue robado.